# Tayauh
Tayauh, conosciuto anche col nome di Quetzalayotzin (... – 1426), era il figlio maggiore di Tezozómoc, grande tlatoani tepaneco. Era fratello di Maxtla e Cuacuapitzahuac

## Biografia
Nel 1426 Tezozómoc morì: il dominio su Azcapotzalco sarebbe dovuto passare nelle sue mani. Fu però avvelenato da Maxtla, che si appropriò del potere e non riuscì ad evitare il crollo dell'impero, dissolto nel 1428 in favore degli Aztechi.